# 나카무라 도야
나카무라 도야(일본어: 中村 桐耶, 2000년 7월 23일~)는 일본의 축구 선수이다.

## 구단 경력
그는 2019년 J1리그의 홋카이도 콘사돌레 삿포로에 입단했다. 2019년 8월 일본 풋볼 리그의 혼다 FC로 임대 이적했다. 2021년 홋카이도 콘사돌레 삿포로로 복귀했다. 2024년후 J2리그에 강등했다.